# Heinrich Hellwege
Heinrich Peter Hellwege, né le 18 août 1908 à Neuenkirchen et décédé le 4 octobre 1991 à Neuenkirchen, est un homme politique ouest-allemand de la droite conservatrice.
Ancien commerçant de Hambourg enrôlé dans la Wehrmacht pendant toute la Seconde Guerre mondiale, il fonde en 1947 le Parti allemand, formation nationale-conservatrice dont il prend la présidence. Il est en parallèle élu député au Landtag de Basse-Saxe, où il préside le groupe parlementaire du DP.
En 1949, il se fait élire parlementaire fédéral au Bundestag, puis négocie l'entrée de son parti au sein du premier gouvernement ouest-allemand. Sous la direction du chancelier Adenauer, il est ministre fédéral des Affaires du Bundesrat. Il démissionne en 1955, après avoir été investi ministre-président de Basse-Saxe. Il gouverne quatre ans avec le soutien des deux grands partis, la CDU et le SPD.
Il quitte cette fonction en 1959, puis le DP deux ans plus tard pour adhérer à l'Union chrétienne-démocrate. Retiré de la vie politique, il abandonne la CDU en 1979.

## Biographie

### Jeunesse
Il naît en 1908 à Neuenkirchen, un village de la province de Hanovre, dans le royaume de Prusse. Il termine ses études secondaires à Stade en 1926 et suit alors une formation commerciale.
Il travaille ensuite dans l'import-export à Hambourg et appartient au Parti allemand hanovrien (DHP), qui milite pour l'indépendance de la province de Hanovre. En 1933, alors que le DHP est interdit, il succède à son père la direction de l'entreprise familiale de produits chimiques à Neuenkirchen. Il rejoint en outre le Mouvement pour la Liberté en Basse-Saxe, un parti politique régional clandestin.
Il est enrôlé dans la Wehrmacht en 1939 et y sert jusqu'à la conclusion de la Seconde Guerre mondiale, six ans plus tard.

### Débuts en politique
Après la chute du nazisme, il adhère au Parti régional de Basse-Saxe (NLP). Nommé membre du conseil économique de la Bizone en 1946, il est élu en 1947 député au Landtag de Basse-Saxe, territoire créé par les autorités britanniques d'occupation, et président fédéral du nouveau Parti allemand (DP, successeur du NLP).
Il tente en 1949 d'opérer une fusion entre le DP, le Parti conservateur allemand – Parti de droite allemand (DKP-DRP) et le Parti national-démocrate (NDP), mais les Britanniques s'y opposent et il doit renoncer.

### Ministre fédéral
Il est élu peu après député fédéral au Bundestag lors des élections du 14 août 1949 dans la circonscription de « Stade - Bremervörde ». Au sein de la nouvelle assemblée parlementaire, il préside le groupe parlementaire du DP.
Le 20 septembre, Heinrich Hellwege est nommé à 41 ans ministre fédéral des Affaires du Bundesrat dans le premier gouvernement fédéral ouest-allemand, dirigé par le chrétien-démocrate Konrad Adenauer. Il est confirmé dans ses responsabilités après les élections de 1953.

### Ministre-président
À la suite des élections régionales du 24 avril 1955 en Basse-Saxe, une coalition de droite et centre droit se forme entre l'Union chrétienne-démocrate d'Allemagne (CDU), le Parti allemand, le Bloc des réfugiés (GB/BHE) et le Parti libéral-démocrate (FDP), pour empêcher le Parti social-démocrate d'Allemagne (SPD) de continuer à gouverner le Land. Bien que le DP soit le troisième parti du Landtag et le deuxième de la nouvelle majorité, Hellwege est investi le 29 mai suivant ministre-président de Basse-Saxe.
Sa coalition est rompue au bout de deux ans et demi plus tard, après « l'affaire des invités » (en allemand : Hospitantenaffäre). Le groupe parlementaire commun entre le GB/BHE et le FDP avait invité six membres du parti d'extrême droite Parti impérial allemand (DRP) à assister à ses travaux. Le groupe n'ayant pas l'intention de revenir sur cette décision, Hellwege dissout son gouvernement et en forme un nouveau où entre le SPD tandis que la CDU y siège toujours.

### Après la vie politique
À la suite des élections régionales du 19 avril 1959, le social-démocrate Hinrich Wilhelm Kopf s'allie avec le GB/BHE et le FDP, empêchant le maintien au pouvoir de Hellwege. Seul ministre-président issu du Parti allemand, il est l'un des quatre de l'histoire fédérale qui n'appartenait ni à la CDU/CSU ni au SPD.
Il quitte le DP au profit de l'Union chrétienne-démocrate en 1961., avec la majeure partie de l'appareil. Il se retire de la CDU en 1979, estimant que celle-ci s'oriente trop à gauche.